# Права ЛГБТ+ особа у Африци
| \| \| \| \| Застава Африке \| Застава дугиних боја \| |                                                                             |
| Положај Африке                                        |                                                                             |
| Законска регулатива                                   |                                                                             |
| Легализација хомосексуалности                         | истополни сексуални односи легални у 20 од 54 земље, и на свих 8 територија |
| Родни идентитет                                       | непознато                                                                   |
| Антидискриминациони закони                            | у 7/54 земље, 8/8 територија                                                |
| Војна служба                                          | дозвољено у 1 од 54 земље, и на 8/8 територија                              |
| Породична права                                       |                                                                             |
| Брак                                                  | дозвољено у 1/54 земље; уставом забрањено у 9 земаља                        |
| Истополна заједница                                   | 1/54 земље, 8/8 територија                                                  |
| Усвајање                                              | 1/54 земље и свих 8 територија                                              |
| ЛГБТ+ у Африци                                        |                                                                             |
| Организације                                          |                                                                             |
| Права                                                 |                                                                             |
| Медији                                                |                                                                             |
| Догађаји                                              |                                                                             |
| Особе                                                 |                                                                             |
| Значајна места                                        |                                                                             |
| ЛГБТ+ портал                                          |                                                                             |
| Застава Африке                                        | Застава дугиних боја                                                        |
| Застава Африке                                        | Застава дугиних боја                                                        |

Права ЛГБТ особа у Африци су у поређењу са остатком света на јако ниском нивоу, а у готово свим афричким земљама припадници сексуалних мањина (геј особе, лезбијке, бисексуалци и трансродне особе) суочавају се са сегрегацијама у свим областима свакодневног живота.
Хомосексуалност је кажњива по закону у чак 34 од укупно 54 афричке земље, а истополни сексуални односи су декриминализовани у свега 7 земаља (Зеленортска Острва, Гвинеја Бисао, Лесото, Мозамбик, Сао Томе и Принсипе, Сејшели и Јужноафричка Република). Хомосексуалност се кажњава смрћу у Судану, јужној Сомалији, Сомалиланду, Мауританији и северној Нигерији, док се припадници ЛГБТ заједнице у Танзанији, Уганди и Сијера Леонеу суочавају са казнама доживотног затвора. У појединим земљама попут Нигерије законом је кажњиво и свако подржавање и скривање припадника сексуалних мањина и за такве „прекршаје” прописују се казне затвора у трајању до десет година.
Јужноафричка Република је једина независна држава на тлу Африке која има либералне законе у погледу поштовања права припадника ЛГБТ популације и једна је од ретких земаља у свету у којој су легализовани истополни бракови. Сва права ЛГБТ особа су законом заштићена и на афричким територијама које припадају Француској, Шпанији и Уједињеном Краљевству.

## Историјат хомосексуалности у Африци

### Хомосексуалност у античко доба
Иако постоје бројни докази о постојању и раширености хомосексуалности у античком Египту, не постоји ни један писани доказ који би открио ставове у вези са хомосексуалношћу у древном Египту. У писаним изворима из тог периода који помињу истополне сексуалне односе готово никада се не помиње природа тих односа, а такође се не налазе делови који осуђују, односно одобравају такво понашање. Такође не постоји ни један писани документ из периода древног Египта у коме се помињу евентуалне казне за истополне сексуалне односе, те је због свега тога ова проблематика и даље у сфери нагађања и слободних тумачења.
Најпознатији случај могуће хомосексуалности у древном Египту је онај између двојице дворских слуга са двора фараона Ниусера из Пете династије (2494. п. н. е. − 2345. п. н. е.) − Хнумхотепа и Нианхнума − који су упркос чињеници да су обојица били ожењени и имали децу, након смрти сахрањени у заједничкој мастаби (племићкој гробници). Археолози су у гробници пронашли неколико слика на којима су представљена двојица мушкараца како се грле, а на једној слици су приказани како се додирују носевима, што је најинтимнија поза коју је дозвољавала тадашња канонска египатска уметност и којом је приказиван чин љубљења. Поред тога, и њихова одабрана имена указују на њихову блискост: Нианхум значи спојени за живота, а Хнумхотеп значи спојени и у смрти. Неки египтолози сматрају да тај случај представља јасан доказ постојања и прихватања хомосексуалности у старом Египту, те сматрају Хнумхотепа и Нианхнума најстаријим доказаним хомосексуалним паром на свету, док други истраживачи указују на то да могућа блискост између ова два мушкарца указује на њихово крвно сродство и да је реч о сијамским близанцима.
У Миту о Озирису помиње се сукоб између Хоруса и Сета у коме у знак освете Хорус силује свог млађег ривала са циљем да га понизи.
Римски император Константин Велики помиње током својих освајања по Египту у IV веку смакнуће великог броја феминизираних свештеника у Александрији. У неким старим јеврејским списима, па и у самом Талмуду, Египћани су описивани као „сексуално развратан народ у коме једна жена има по неколико мужева и где жена са женом леже у постељу”.
У пећинама на југу Африке пронађени су петроглифи чија старост је процењена на око 2.000 година, а који јасно приказују сексуални однос између двојице мушкараца, што јасно указује на присуство хомосексуалности на том подручју од најранијег периода.

### Северна Африка
Северна Африка је подручје где је хомосексуалност била ширико раширена кроз историју, о чему сведоче бројни писани извори, нарочито из периода мамелучке владавине тим подручјем. Постоје бројна литерарна дела писана арапским језиком у којима се лирски описују односи између мушакараца и младића (такозвана педерастија), а већина тих младића били су хришћански робови из европских земаља који су служили као сексуални радници по Египту и другим деловима северне Африке. У пре-исламском периоду у Каиру су богату властелу плесом и игром забављали младићи обучени у женску одећу познати као кхавали.
Оаза Сива на северозападу данашњег Египта била је дуго времена позната као место где су истополни сексуални односи били уобичајена појава, а на истом месту је била раширена пракса да ратници млађим мушкарцима за сексуалне услуге плаћају својеврстан мираз као обавезан вид надокнаде.
Британски антрополог Сигфрид Надел је крајем 1930-их током истраживања по Судану описивао бројне случајеве травестије у којима су мушкарци у поптуности на себе преузимали улоге женских чланова заједнице.

### Источна Африка
Постојање родне неусаглашености и хомосексуалзима раширено је међу бројним народима источне Африке још од најранијих времена. У периоду пре европских колонијалних освајања на том подручју постојали су мушки свештеници и врачеви који су традиционално носили женску одећу. Таква пракса је посебно била раширена код народа Амеру и Кикују у данашњој Кенији, ти свештеници су заједнички називани мугаве и уживали су велико поштовање у народу, а наретко су се чак и женили са другим мушкарцима. Слична појава је забележена и код народа Хуту и Тутси у Уганди и Бурундију (икихинду). Сличне појаве забележене су и код разних других народа широм источне Африке.
Највише власти у некадашњој краљевини Буганди институционализовали су неке видове истополних сексуалних односа, а младићи који су радили у краљевским судовима и другим јавним установама били су у обавези да пружају сексуалне услуге припадницима племићких елита. Краљ Мванга је у неколико наврата на смрт осуђивао младиће који су након примања хришћанства одбили да „извршавају своје обавезе”.

### Западна Африка
постоје и бројни историјски докази о постојању хомосексуализма на подручју западне Африке. Током XVIII и XIX века у краљевини Ашанти (данашња Гана) била је раширена појава да мушки робови служе као конкубине, они су обично облачили женску одећу и бивали погубљени након смрти њихивиг господара. У краљевини Дахомеј евнуси су били поштовани на двору и сматрани су краљевским супругама.
Припадници народа Дагаба који су живели на подручју данашње Буркине Фасо веровали су да су хомосексуални мушкарци били у стању да током медитације остваре контакте са светом духова.

### Јужна Африка
У својим описима данашњег југозападног Зимбабвеа (XIX век) Дејвид Ливингстон је помињао хомосексуалност код млађих мушкараца, а као разлог за такво понашање наводио чињеницу да су сеоске поглавице имале монопол на све жене у селу. Смит и Дејл су такође описивали бројне случајеве трансветизма и педерастије.

## Законске легислативе по државама и територијама

### Северна Африка
| Положај ЛГБТ особа у:                             | Истополни сексуални односи | Признање истополних заједница             | Истополни брак          | Усвајање деце    | Служење у војсци | Постојање антидискриминаторских закона   | Закони који се тичу родног идентитета                    |
| ------------------------------------------------- | --- | ----------------------------------------- | ----------------------- | ---------------- | ---------------- | ---------------------------------------- | -------------------------------------------------------- |
| Алжир                                             | Илегално од 1966. Затворска казна до две године.                                                                                             | No                                        | No                      | No               | No               | No                                       | No                                                       |
| Канарска Острва · (Аутономна заједница у Шпанији) | Легално од 1979. + потпис на декларацији УН-а.                                                                                               | Де факто легално од 2003.                 | Легално од 2005.        | Легално од 2005. | Yes              | Кажњива свака дискриминаторска активност | Од 2007. сва документа су призната на званичним родовима |
| Сеута · (Аутономни град у Шпанији)                | Легално од 1979. + потпис на декларацију УН-а.                                                                                               | Де факто од 1998.                         | Легално од 2005.        | Легално од 2005. | Yes              | Кажњив сваки вид дискриминације          | Од 2007. сва документа су призната на званичним родовима |
| Египат                                            | / Де јуре легално за мушкарце, дефакто илегално од 2000. Казна: затворска казна до 17 година и друштвено користан рад. Недефинисано за жене. | No                                        | No                      | No               | No               | No                                       | No                                                       |
| Либија                                            | Илегално од 1953. | No                                        | No                      | No               | No               | No                                       | No                                                       |
| Мадеира · (Аутономна регија Португала)            | Легално од 1983. + потписник декларације УН-а.                                                                                               | Дефакто регистровано партнерство од 2001. | Легално од 2010.        | Легално од 2016. | Yes              | Законом кажњив сваки вид дискриминације. | Признато од 2011.                                        |
| Мелиља · (Аутономни град у Шпанији)               | Легално од 1979. + потписник декларације УН-а                                                                                                | Регистровано партнерство од 2008.         | Легално од 2005.        | Легално од 2005. | Yes              | Кажњив сваки вид дискриминације.         | Дозвољено од 2007.                                       |
| Мароко · (укључујући и јужне покрајине)           | Илегално од 1962. Казна затвора до 3 године.                                                                                                 | No                                        | No                      | No               |                  | No                                       | No                                                       |
| Западна Сахара                                    | Илегално од 1944. Казна до 3 године затвора.                                                                                                 | No                                        | No                      | No               | No               | No                                       | No                                                       |
| Јужни Судан                                       | Илегално од 1899. Казна затвора до 10 година..                                                                                               | No                                        | Уставом забрањено 2011. | No               | No               | No                                       | No                                                       |
| Судан                                             | Илегално од 1899. Смртна казна након трећег прекршаја за мушкарце и четвртог за жене.                                                        | No                                        | No                      | No               | No               | No                                       | No                                                       |
| Тунис                                             | Илегално од 1913. Казна затвора до 3 године. Предложена легализација.                                                                        | No                                        | No                      | No               |                  | No                                       | No                                                       |

### Западна Африка
| Положај ЛГБТ особа у: | Истополни сексуални односи | Признање истополних заједница | Истополни брак        | Усвајање деце | Служење у војсци | Постојање антидискриминаторских закона      | Закони који се тичу родног идентитета |
| --------------------- | --- | ----------------------------- | --------------------- | ------------- | ---------------- | ------------------------------------------- | ------------------------------------- |
| Бенин                 | Легално | No                            | No                    | No            |                  | No                                          |                                       |
| Буркина Фасо          | Легално | No                            | Уставна забрана 1991. | No            |                  | No                                          |                                       |
| Зеленортска Острва    | Легално од 2004. + потписник декларације УН-а. | No                            | No                    | No            |                  | Неки облици дискриминације кажњиви законом. |                                       |
| Гамбија               | Илегално од 1888. Казна: доживотни затвор. | No                            | No                    | No            | No               | No                                          | No                                    |
| Гана                  | Илегално за мушкарце од 1860-их Казна затвора до 10 година. За жене легално. | No                            | No                    | No            |                  | No                                          | No                                    |
| Гвинеја               | Илегално од 1988. Казна: од 6 месеци до 3 године. | No                            | No                    | No            |                  | No                                          | No                                    |
| Гвинеја Бисао         | Легално од 1993. + потписник декларације УН-а | No                            | No                    | No            |                  | No                                          |                                       |
| Обала Слоноваче       | Легално | No                            | No                    | No            |                  | No                                          |                                       |
| Либерија              | Илегално од 1976. Казна затвора до 1 године. | No                            | No                    | No            |                  | No                                          | No                                    |
| Мали                  | Легално | No                            | No                    | No            |                  | No                                          |                                       |
| Мауританија           | Илегално од 1983. Казна: каменовање до смрти. | No                            | No                    | No            | No               | No                                          | No                                    |
| Нигер                 | Легално | No                            | No                    | No            |                  | No                                          |                                       |
| Нигерија              | Илегално по федералном закону из 1901. Затворска казна до 14 година. Смртна казна у државама Баучи, Борно, Гомбе, Џигава, Кадуна, Кано, Кацина, Кеби, Нигер, Сокото, Јобе и Замфара. | No                            | No                    | No            |                  | No                                          | No                                    |
| Сенегал               | Илегално од 1966. Казна од 1 до 5 година затвора.t. | No                            | No                    | No            |                  | No                                          | No                                    |
| Сијера Леоне          | Илегално за мушкарце од 1861. Казна: доживотни затвор. Легално за жене + потписник декларације УН-а.                                                                                 | No                            | No                    | No            |                  | No                                          | No                                    |
| Того                  | Илегално од 1884. Казна: условно до 3 године затвора. | No                            | No                    | No            |                  | No                                          | No                                    |

### Централна Африка
| Положај ЛГБТ особа у:                            | Истополни сексуални односи                                | Признање истополних заједница | Истополни брак           | Усвајање деце    | Служење у војсци | Постојање антидискриминаторских закона | Закони који се тичу родног идентитета |
| ------------------------------------------------ | --------------------------------------------------------- | ----------------------------- | ------------------------ | ---------------- | ---------------- | -------------------------------------- | ------------------------------------- |
| Камерун                                          | Илегално од 1972. Казна: условно до 5 година затвора.     | No                            | No                       | No               |                  | No                                     | No                                    |
| Централноафричка Република                       | Легално + потписник декларације УН-а.                     | No                            | Уставна забрана од 2016. | No               |                  | No                                     |                                       |
| Чад                                              | Илегално од 2017. Казна: од 3 месеца до 2 године затвора. | No                            | No                       | No               |                  | No                                     |                                       |
| Демократска Република Конго                      | Легално                                                   | No                            | Уставна забрана од 2005. | No               |                  | No                                     |                                       |
| Екваторијална Гвинеја                            | Легално                                                   | No                            | No                       | No               |                  | No                                     |                                       |
| Габон                                            | Легално + потписник декларације УН-а                      | No                            | No                       | No               |                  | No                                     |                                       |
| Република Конго                                  | Легално                                                   | No                            | No                       | No               |                  | No                                     |                                       |
| Света Јелена · (Британска прекоморска територија | Легално од 2001. + потписник декларације УН-а.            | Легално од 2017.              | Legal since 2017         | Легално од 2017. | Yes              | Кажњив сваки вид дискриминације        |                                       |
| Сао Томе и Принсипе                              | Легално од 2012. + UN decl. sign.                         | No                            | No                       | No               |                  | No                                     |                                       |

### Југоисточна Африка
| Положај ЛГБТ особа у: | Истополни сексуални односи                                                   | Признање истополних заједница | Истополни брак           | Усвајање деце | Служење у војсци | Постојање антидискриминаторских закона | Закони који се тичу родног идентитета |
| --------------------- | ---------------------------------------------------------------------------- | ----------------------------- | ------------------------ | ------------- | ---------------- | -------------------------------------- | ------------------------------------- |
| Бурунди               | Илегално од 2009. Казна: од 3 месеца до 2 године затвора.                    | No                            | Уставна забрана од 2005. | No            |                  | No                                     | No                                    |
| Кенија                | Илегално од 1897. Казна: до 14 година затвора.                               | No                            | Уставна забрана од 2010. | No            | No               | No                                     | No                                    |
| Руанда                | Легално + потписник декларације УН-а                                         | No                            | Уставна забрана од 2003. | No            |                  | No                                     |                                       |
| Танзанија             | Илегално од 1864. у Занзибару Илегално од 1899. Казна: доживотни затвор.     | No                            | No                       | No            |                  | No                                     | No                                    |
| Уганда                | Илегално за мушкарце од 1894. Казна: доживотни затвор. Недефинисано за жене. | No                            | уставна забрана од 2005. | No            | No               | No                                     | No                                    |

### Афрички рог
| Положај ЛГБТ особа у:                | Истополни сексуални односи                    | Признање истополних заједница | Истополни брак | Усвајање деце | Служење у војсци | Постојање антидискриминаторских закона | Закони који се тичу родног идентитета |
| ------------------------------------ | --------------------------------------------- | ----------------------------- | -------------- | ------------- | ---------------- | -------------------------------------- | ------------------------------------- |
| Џибути                               | Легално                                       | No                            | No             | No            |                  | No                                     |                                       |
| Еритреја                             | Илегално од 1957. Казна: до 3 године затвора. | No                            | No             | No            |                  | No                                     | No                                    |
| Етиопија                             | Илегално Казна: до 10 година затвора.         | No                            | No             | No            |                  | No                                     | No                                    |
| Сомалија                             | Илегално од 1962. Казна: смртна казна.        | No                            | No             | No            | No               | No                                     | No                                    |
| Сомалиланд · (сепаратистички регион) | Илегално Казна: смртна казна.                 | No                            | No             | No            | No               | No                                     | No                                    |

### Јужна Африка
| Положај ЛГБТ особа у:  | Истополни сексуални односи                                                                    | Признање истополних заједница | Истополни брак                | Усвајање деце    | Служење у војсци | Постојање антидискриминаторских закона | Закони који се тичу родног идентитета                  |
| ---------------------- | --------------------------------------------------------------------------------------------- | ----------------------------- | ----------------------------- | ---------------- | ---------------- | -------------------------------------- | ------------------------------------------------------ |
| Ангола                 | Дефакто илегално од 1886. Казна: условна казна и друштвено користан рад. Legalization pending | No                            | No                            | No               |                  | Кажњиви неки видови дискриминације.    | Промена пола законски омогућена од 2015.               |
| Боцвана                | Илегално од 1885. Казна: условно до 7 година затвора. Legalization pending                    | No                            | No                            | No               |                  | Кажњиви неки облици дискриминације.    | Законски омогућена промена пола од 2017.               |
| Лесото                 | Легално за мушкарце од 2012. Легално за жене одувек.                                          | No                            | No                            | No               |                  | No                                     | Постоји могућност промене пола.                        |
| Малави                 | Илегално од 1891. Казна: до 14 година затвора (раније бичевање)                               | No                            | No                            | No               |                  | No                                     | No                                                     |
| Мозамбик               | Легално од 2015.                                                                              | No                            | No                            | No               | No               | Кажњиви неки облици дискриминације.    |                                                        |
| Намибија               | Илегално за мушкарце од 1920. Легално за жене.                                                | No                            | No                            | No               |                  | No                                     | Омогућено од 1963.                                     |
| Јужноафричка Република | Легално за мушкарце од 1998. Одувек легално за жене. + потписник декларације УН-а             | Истополни бракови од 2006.    | Легално од 2006.              | Легално од 2002. | Од 1998.         | Кажњиви сви видови дискриминације.     | Законски пол је могуће променити само хируршким путем. |
| Есватини               | Илегално за мушкарце од the 1880. Легално за жене одувек.                                     | No                            | No                            | No               |                  | No                                     | No                                                     |
| Замбија                | Илегално од 1911. Казна: до 14 година затвора.                                                | No                            | No                            | No               |                  | No                                     | No                                                     |
| Зимбабве               | Илегално за мушкарце од 1891. Female legal                                                    | No                            | Constitutional ban since 2013 | No               |                  | No                                     | No                                                     |

### Државе у Индијском океану
| Положај ЛГБТ особа у:                                                    | Истополни сексуални односи                                                                                   | Признање истополних заједница | Истополни брак   | Усвајање деце    | Служење у војсци | Постојање антидискриминаторских закона | Закони који се тичу родног идентитета |
| ------------------------------------------------------------------------ | --- | ----------------------------- | ---------------- | ---------------- | ---------------- | -------------------------------------- | ------------------------------------- |
| Комори                                                                   | Илегално од 1982. Казна: до 5 година затвора.                                                                | No                            | No               | No               |                  | No                                     | No                                    |
| Француске јужне и антарктичке земље · (Француске прекоморске територије) | Легално | Цивилно партнерство од 1999.  | Легално од 2013. | Легално од 2013. | Yes              | Кажњив сваки вид дискриминације.       | Дозвољено                             |
| Мадагаскар                                                               | Легално | No                            | No               | No               |                  | No                                     |                                       |
| Маурицијус                                                               | Илегално за мушкарце од 1838. Казна: до 5 година затвора. Жене одувек легално. + потписник декларације УН-а. | No                            | No               | No               |                  | Кажњиви сви облици дискриминације.     |                                       |
| Мајот · (Француске прекоморске територије)                               | Легално | Цивилно партнерство 1999.     | Легално од 2013. | Легално од 2013. | Yes              | Кажњив сваки вид дискриминације.       | Дозвољено                             |
| Реинион · (Француске прекоморске територије)                             | Легално од 1791.                                                                                             | Цивилно парзнерство од 1999.  | Легално од 2013. | Легално од 2013. | Yes              | Кажњив сваки вид дискриминације.       | Дозвољено                             |
| Сејшели                                                                  | Легално од 2016. + потписник декларације УН-а                                                                | No                            | No               | No               |                  | Кажњиви неки облици дискриминације.    |                                       |